# Kóczián Géza
Kóczián Géza (Zalaegerszeg, 1942. április 11. – Nagyatád, 1987. november 24.) gyógyszerész, etnobotanikakutató, népiorvoslás-kutató.

## Életrajza
Ősei apai és anyai ágon (Sperlágh József) egyaránt neves gyógyszerészek voltak, 1965-ben ő is gyógyszerész oklevelet szerzett a Semmelweis Orvostudományi Egyetemen. Rendkívüli képességei alkalmassá tették volna egyetemi kutatói munkára, de a családi kötelezettség hazaszólította. Munkája mellett érdeklődése a népi orvoslás és az etnobotanikai kutatás felé vezette. 
Gyűjtőmunkáját nagyobbrészt Erdélyben végezte, mellette szűkebb hazájában, Somogy megyében folytatta. Nagyatádon telepedett le. Az utolsó pillanatban örökítette meg a népi gyógymódokat, szokásokat, növényismeretet. Hét nyelven beszélt. A népi gyógynövényeket az országban, sőt nemzetközi viszonylatban is elsőként osztályozta hatástanilag, ezzel is megkönnyítette a kritikai értékelést. 
Megjelent dolgozatai gyűjtésének kisebb hányadát teszik ki, de 1050 oldalas doktori disszertációja olyan adattár és feldolgozás, amely pótolhatatlan értéket jelent az elkövetkező generációk számára is. E dolgozata alapján avatták mezőgazdasági doktorrá a Keszthelyi Agrártudományi Egyetemen. Több közép-európai szimpóziumon és hazai konferencián tartott előadást. Gyűjtött adatai a hazai néprajz maradandó értékei. Rendszeresen publikált az Agrártörténeti Szemlében, a Gyógyszerészet című szakfolyóiratban, egyéb tudományos folyóiratokban. A Magyar Gyógyszerészek Pantheonja is megemlékezik róla.
A Kóczián család trencséni ágának sarja. Ősei III. Ferdinándtól kaptak nemesi oklevelet. 
Szépapja trencséni Kóczián Ferencz-Mihály a gyöngyösi Szent Bertalan-templomban 107 éven át működő kántordinasztia megalapítója.
Anyai dédapja Sperlágh József hatvani régész, gyógyszerész.

## Emlékezete
- A Dél-Dunántúl neves gyógyszerészei című, 2014-ben megjelent enciklopédikus kötetben bemutatják életét és munkásságát.[1]
- Az Egymásért vagyunk című, 2020-ban megjelent tudománytörténeti összeállításban munkásságára történő visszatekintés jelenik meg.[2]

## Főbb művek
- Gyakran használt növények a magyar népi állatorvoslásban. = Gyógyszerészet 1990. június, 307-316.
- A káros szenvedélyek okai - az alkoholfogyasztás népi orvoslási hagyományai és túlzásai. = Gyógyszerészet 1990. június, 303-306.
- A nadragulya (Atropa belladonna L.) babonás felhasználása Máramarosban. = Honism 1990. 4. sz. 58-62.
- Kóczián Géza-Dr. Szabó László Gy.: A szlovákiai Áj és Falucska községek népeinek gyógynövényhasználata, etnobotanikai tudása. Adatközlés. = Gyógyszerészet 1990. július, 371-377.
- Kóczián Géza: 1984 Etnobotanikai vizsgálatok Répáshután. Herman. Ottó Múzeum Néprajzi Kiadványa. XIII.229-256
- Kóczián Géza-Dr. Szabó László Gy.: Fontosabb teakeverékek a népi orvoslásban. = Gyógyszerészet 1988. 191-196.
- Kóczián Géza: 1988. A taranyi cigányok gyógyító és mérgező növényei Gyógyszerészet 32, 417-421
- Gyógyborok és pálinkával készített kivonatok a népi orvoslásban. = Gyógyszerészet 1988. 303-308.
- Pintér I., Szabó István, Kóczián Géza, Gál M., Dr. Szabó László Gy. 1975. Kultúrnövény-tájfajták, vad növényfajok és etnobotanikai adatok gyűjtése a Kászoni-medencében. Agrobotanika 16: 123-137.
- Kóczián Géza, Pintér I., Dr. Szabó László Gy.. 1975. Adatok a gyimesi csángók népi gyógyászatához. Gyógyszerészet 19: 226-230.
- Kóczián Géza, Pintér István, Gál Miklós, Szabó István, Dr. Szabó László Gy.: 1976 Etnobotanikai adatok Gyimesvölgyéből. Botanikai Közlemények 63, 29-35.
- Kóczián Géza, Szabó István, Dr. Szabó László Gy.: 1977. Kalotaszegi népgyógyászati adatok. Gyógyszerészet 21: 5-17.
- Kóczián Géza, Szabó István, Dr. Szabó László Gy.: 1977. Etnobotanikai adatok Kalotaszegről. Bot. Közlem. 64/1: 23-30.
- Kóczián Géza, Dr. Szabó László Gy.: 1978. Nagyatád egy kertészgazdaságának leírása, agrobotanikai értékei és géntartalékai. Agrártörténeti Szemle 1978/1-2: 181-197.
- Kóczián Géza, Szabó István, Dr. Szabó László Gy.: 1979 A Helleborus- (hunyor-) fajok népgyógyászati felhasználására vonatkozó adatok. Orvostörténeti Közlemények. 11-12,125-154
- Dr. Szabó László Gy., Kóczián Géza: 1984. A Sadler József által leírt növények gazdasági rendszerezése. Agrártörténeti Szemle 84/3-4: 507-532.